# Péter Balázs
Péter Balázs, född 5 december 1941 i Kecskemét, Kungariket Ungern, är en ungersk politiker och diplomat.
Han är partipolitiskt obunden och har tjänstgjort som såväl EU-kommissionär som utrikesminister.
Balázs har en universitetsexamen i ekonomi från Budapest School of Economics. Han har därefter innehaft en rad höga befattningar inom ungersk statsförvaltning, till exempel ambassadör i Köpenhamn, Berlin och 2003-2004 vid Europeiska unionen i Bryssel. Han var 2002-2003 statssekreterare vid utrikesministeriet och sysselsatt med EU-frågor. I samband med Ungerns EU-anslutning i maj 2004 utnämndes Balázs till landets första EU-kommissionär och ansvarade för regionalpolitik i Prodi-kommissionen. När Kommissionen Barroso I tillträdde i november samma år efterträddes Balázs som ungersk kommissionär av den förre utrikesministern László Kovács. Under Gordon Bajnais "expertregering" 2009-2010 tjänstgjorde Balázs som utrikesminister.